# Bruce Campbell

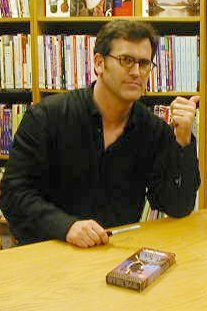
Bruce Campbell

Bruce Lorne Campbell (născut la 22 iunie 1958, Royal Oak, Michigan, SUA) este un actor american de film și de televiziune. Ca actor de filme idol, Campbell a interpretat rolul lui  Ashley J. „Ash” Williams în seria de filme a lui Sam Raimi, Evil Dead, a apărut în mai multe filme idol cu buget redus cum ar fi Crimewave, Maniac Cop, Bubba Ho-tep, Escape From L.A. sau Sundown: The Vampire in Retreat.

## Filmografie

### Filme
| An   | Film                                                 | Rol                              | Regizor                     | Note                |
| ---- | ---------------------------------------------------- | -------------------------------- | --------------------------- | ------------------- |
| 1977 | It's Murder!                                         | Cop on Bicycle                   | Sam Raimi                   | Scurtmetraj         |
| 1978 | Within the Woods                                     | Bruce                            | Sam Raimi                   | Scurtmetraj         |
| 1979 | Attack of the Helping Hand                           |                                  | Scott Spiegel               | Scurtmetraj         |
| 1979 | Attack of the Helping Hand                           | Doar ca director de imagine      | Scott Spiegel               |                     |
| 1981 | The Evil Dead                                        | Ash Williams                     | Sam Raimi                   |                     |
| 1982 | Cleveland Smith: Bounty Hunter                       | Cleveland Smith                  | Josh Becker                 | Scurtmetraj         |
| 1983 | Going Back                                           | Brice Chapman                    | Ron Teachworth              |                     |
| 1985 | Crimewave                                            | Renaldo 'The Heel'               | Sam Raimi                   |                     |
| 1985 | Thou Shalt Not Kill... Except                        | Video newscaster                 | Josh Becker                 |                     |
| 1987 | Evil Dead II                                         | Ash Williams                     | Sam Raimi                   |                     |
| 1988 | Maniac Cop                                           | Jack Forrest                     | William Lustig              |                     |
| 1989 | Intruder                                             | Ofițer Howard                    | Scott Spiegel               |                     |
| 1989 | Moontrap                                             | Ray Tanner                       | Robert Dyke                 |                     |
| 1989 | The Dead Next Door                                   | Voce                             | J.R. Bookwalter             |                     |
| 1990 | Sundown: The Vampire in Retreat                      | Robert Van Helsing               | Anthony Hickox              |                     |
| 1990 | Maniac Cop 2                                         | Jack Forrest                     | William Lustig              |                     |
| 1990 | Darkman                                              | Final Shemp                      | Sam Raimi                   | Cameo               |
| 1991 | Lunatics: A Love Story                               | Ray                              | Josh Becker                 |                     |
| 1992 | Eddie Presley                                        | Asylum Attendant                 | Jeff Burr                   |                     |
| 1992 | Waxwork II: Lost in Time                             | John Loftmore                    | Anthony Hickox              |                     |
| 1992 | Mindwarp                                             | Stover                           | Steve Barnett               |                     |
| 1992 | Army of Darkness                                     | Ash Williams/Evil Ash            | Sam Raimi                   |                     |
| 1994 | The Hudsucker Proxy                                  | Smitty                           | Joel and Ethan Coen         |                     |
| 1995 | Congo                                                | Charles Travis                   | Frank Marshall              |                     |
| 1995 | The Demolitionist                                    | Raffle Winner                    | Robert Kurtzman             |                     |
| 1996 | Fargo                                                | Soap Opera Actor                 | Joel and Ethan Coen         |                     |
| 1996 | Tornado!                                             | Jake Thorne                      | Noel Nosseck                | Film de televiziune |
| 1996 | Escape from L.A.                                     | Surgeon General of Beverly Hills | John Carpenter              |                     |
| 1996 | Assault on Dome 4                                    | Alex Windham                     | Gilbert Po                  | Film de televiziune |
| 1997 | In the Line of Duty: Blaze of Glory                  | Jeff Erickson                    | Dick Lowry                  |                     |
| 1997 | Menno's Mind                                         | Mick Dourif, Rebel Leader        | Jon Kroll                   |                     |
| 1997 | Running Time                                         | Carl                             | Josh Becker                 |                     |
| 1997 | McHale's Navy                                        | Virgil                           | Bryan Spicer                |                     |
| 1997 | The Love Bug                                         | Hank Cooper                      | Peyton Reed                 | Film de televiziune |
| 1997 | Goldrush: A Real Life Alaskan Adventure              | Pierce Thomas 'PT' Madison       | John Power                  | Film de televiziune |
| 1998 | The Ice Rink                                         | Actor                            | Jean-Philippe Toussaint     |                     |
| 1999 | From Dusk Till Dawn 2: Texas Blood Money             | Barry                            | Scott Spiegel               | Direct-pe-DVD       |
| 2000 | Icebreaker                                           | Carl Greig                       | David Giancola              |                     |
| 2000 | Timequest                                            | William Roberts                  | Robert Dyke                 |                     |
| 2001 | Hubert's Brain                                       | Thompson                         | Phil Alden Robinson         | Voce                |
| 2001 | The Majestic                                         | Roland the Intrepid Explorer     | Frank Darabont              |                     |
| 2002 | Spider-Man                                           | Ring Announcer                   | Sam Raimi                   | Cameo               |
| 2002 | Bubba Ho-tep                                         | Elvis Presley                    | Don Coscarelli              |                     |
| 2002 | Serving Sara                                         | Gordon Moore                     | Reginald Hudlin             |                     |
| 2002 | Terminal Invasion                                    | Jack                             | Sean S. Cunningham          | Film de televiziune |
| 2002 | Fanalysis                                            | Rolul său                        | Rolul său                   | Documentar          |
| 2003 | Drugs                                                | Bruce                            | Chad Peter                  | Direct-pe-DVD       |
| 2003 | Intolerable Cruelty                                  | Soap opera actor on TV           | Joel and Ethan Coen         |                     |
| 2004 | The Ladykillers                                      | Humane Society Worker            | Joel and Ethan Coen         |                     |
| 2004 | Comic Book: The Movie                                | Rolul său                        | Mark Hamill                 |                     |
| 2004 | A Community Speaks                                   | Himself                          | Himself                     | Documentar          |
| 2004 | Spider-Man 2                                         | Snooty Usher                     | Sam Raimi                   | Cameo               |
| 2005 | Alien Apocalypse                                     | Dr. Ivan Hood                    | Josh Becker                 | Film de televiziune |
| 2005 | Man with the Screaming Brain                         | William Cole                     | Rolul său                   |                     |
| 2005 | Sky High                                             | Coach Boomer                     | Mike Mitchell               |                     |
| 2006 | The Woods                                            | Joe Fasulo                       | Lucky McKee                 |                     |
| 2006 | Touch the Top of the World                           | Ed Weihenmayer                   | Peter Winther               | Film de televiziune |
| 2006 | The Ant Bully                                        | Fugax                            | John A. Davis               | Voce                |
| 2007 | Aqua Teen Hunger Force Colon Movie Film for Theaters | Chicken Bittle                   | Matt Maiellaro, Dave Willis | Voce                |
| 2007 | Spider-Man 3                                         | Maître d’                        | Sam Raimi                   | Cameo               |
| 2007 | My Name Is Bruce                                     | Rolul său                        | Rolul său                   |                     |
| 2009 | Cloudy with a Chance of Meatballs                    | Mayor Shelbourne                 | Phil Lord and Chris Miller  | Voce                |
| 2009 | White on Rice                                        | Muramoto                         | Dave Boyle                  | Voce                |
| 2011 | Burn Notice: The Fall of Sam Axe                     | Sam Axe                          | Jeffrey Donovan             | Film de televiziune |
| 2011 | Cars 2                                               | Rod "Torque" Redline             | John Lasseter, Brad Lewis   | Voce                |
| 2012 | Tar                                                  | Goody                            | Diferite                    |                     |
| 2013 | Oz the Great and Powerful                            | Winkie Guard                     | Sam Raimi                   | Cameo               |
| 2013 | Evil Dead                                            | Ash Williams                     | Fede Alvarez                | Cameo nemenționat   |
| TBA  | Bruce vs. Frankenstein                               | Rolul său                        | Rolul său                   | Film viitor         |

### Seriale TV
| An   | Titlu                                        | Rol                          | Note                                                                                             |
| ---- | -------------------------------------------- | ---------------------------- | ------------------------------------------------------------------------------------------------ |
| 1979 | Knots Landing                                | Joel Benson                  | 9.07 "Say Uncle"                                                                                 |
| 1983 | Generations                                  | Alan Stuart                  |                                                                                                  |
| 1993 | The Adventures of Brisco County, Jr.         | Brisco County, Jr.           | Series Lead (1993–1994)                                                                          |
| 1995 | Hercules: The Legendary Journeys             | Autolycus                    | 1995–1999                                                                                        |
| 1995 | Lois & Clark: The New Adventures of Superman | Bill Church Jr.              | 2.20 "Individual Responsibility"; 2.21 "Whine, Whine, Whine"; 3.01 "We Have a Lot to Talk About" |
| 1995 | American Gothic                              | Lt. Drey                     | 1.07 "Meet the Beetles"                                                                          |
| 1996 | Ellen                                        | Ed Billik                    | 7 episoade (1996–1997)                                                                           |
| 1996 | Xena: Warrior Princess                       | Autolycus                    | 1996–1999                                                                                        |
| 1996 | Homicide: Life on the Street                 | Jake Rodzinsky               | 4.13, 4.14 "Justice Parts 1 & 2"                                                                 |
| 1997 | Weird Science                                | Gene the Genie               | 5.11 "I Dream of Gene"                                                                           |
| 1998 | Hercules: The Legendary Journeys             | Rob Tapert                   | 4.15 "Yes, Virginia, There Is a Hercules"                                                        |
| 1998 | Timecop                                      | Agent Tommy Maddox           | 1.09 "The Future, Jack, the Future"                                                              |
| 1999 | Dosarele X                                   | Wayne Weinsider              | 6.07 "Terms of Endearment"                                                                       |
| 1999 | Hercules: The Legendary Journeys             | Rob Tapert                   | 5.09 "For Those of You Just Joining Us.."                                                        |
| 2000 | Jack of All Trades                           | Jack Stiles / Daring Dragoon | Series Lead (2000–2001)                                                                          |
| 2001 | Beggars and Choosers                         | Jack                         | 2.20 "The Long Goodbye"                                                                          |
| 2001 | The Legend of Tarzan                         | Max Liebling                 | 1.28 "Tarzan and One Punch Mullargan"                                                            |
| 2002 | Charmed                                      | FBI Agent Jackman            | 4.22 "Witch Way Now?"                                                                            |
| 2003 | Duck Dodgers                                 | Pork Piggler                 | 1.06 "K-9 Kaddy/Pig of Action"                                                                   |
| 2003 | My Life as a Teenage Robot                   | Himcules                     | 1.11 "Daydream Believer/This Time with Feeling"                                                  |
| 2004 | Megas XLR                                    | Magnanimous                  | 1.03 "Battle Royale"; 2.02 "The Return"                                                          |
| 2006 | Super Robot Monkey Team Hyperforce Go!       | Captain Shuggazoom           | 4.49 "Golden Age"                                                                                |
| 2006 | The Replacements                             | Phil Mygrave                 | 5 episoade (2006–2009)                                                                           |
| 2007 | Burn Notice                                  | Sam Axe                      | Main Character (2007–2013)                                                                       |
| 2007 | El Tigre: The Adventures of Manny Rivera     | The Industiralist            | Episodul: Burrito's Little Helper/Crouching Tigre, Hidden Dragon                                 |
| 2013 | 1600 Penn                                    | Doug                         | 1.6 "Skip the Tour"                                                                              |
| 2014 | Psych                                        | Dr. Ashford N. Simpson       | 8.10 "A Nightmare on State Street"                                                               |

### Regizor
| An   | Film                         | Note        |
| ---- | ---------------------------- | ----------- |
| 2002 | Fanalysis                    | Documentar  |
| 2004 | A Community Speaks           | Documentar  |
| 2005 | Man with the Screaming Brain |             |
| 2007 | My Name Is Bruce             |             |
| TBA  | Bruce vs. Frankenstein       | Film viitor |

### Producător (executiv)
| An          | Film                             | Note |
| ----------- | -------------------------------- | ---- |
| 1981        | The Evil Dead                    |      |
| 1987        | Evil Dead II                     |      |
| 1991        | Lunatics: A Love Story           |      |
| 1992        | Army of Darkness                 |      |
| 2002        | Fanalysis                        |      |
| 2004        | A Community Speaks               |      |
| 2005        | Man with the Screaming Brain     |      |
| 2007        | My Name Is Bruce                 |      |
| 2011        | Burn Notice: The Fall of Sam Axe |      |
| 2013        | Evil Dead                        |      |
| film viitor | Bruce vs. Frankenstein           |      |

### Scenarist
| An   | Film                          | Note                |
| ---- | ----------------------------- | ------------------- |
| 1985 | Thou Shalt Not Kill... Except |                     |
| 1992 | The Nutt House                | Ca R.O.C. Sandstorm |
| 2005 | Man with the Screaming Brain  |                     |